# James Edwin Duerden
James Edwin Duerden est un zoologiste britannique, né en 1869 à Burnley, Lancashire et mort le 4 septembre 1937 à Leeds.

## Biographie
Il fait ses études au Royal College of Science de Londres de 1885 à 1889 où il devient associé. En 1893, il est démonstrateur en zoologie et en paléontologie au Royal College de Science d’Irlande. Duerden commence alors à travailler sur les bryozoaires et les hydrozoaires présents dans la région.
En 1895, il part en Jamaïque pour y occuper le poste de conservation du muséum. Il s’intéresse alors à la faune des grottes et à la faune marine. Il poursuit ses études à l’université Johns-Hopkins où il obtient son Master of Sciences et son Ph. D. en 1900. Il part alors à l’université de Caroline du Nord où il est professeur de biologie en 1902 et où il continue ses recherches débutées en Jamaïque sur les coraux. À partir de 1903, il est professeur assistant en zoologie à l’université du Michigan à Ann Arbor. En 1905, il exerce la fonction de professeur en zoologie à l’université Rhodes à Grahamstown en Afrique du Sud. Duerden commence alors à étudier les autruches et leurs plumes en vue d’améliorer leur production. La Première Guerre mondiale mettant un terme à la commercialisation des plumes d’autruche, Duerden se tourne alors vers la production de laine, notamment afin d’améliorer la production de laine mérinos.

## Source
- (en) Biographie de Patrick Wyse Jackson

## Liste partielle des publications
- 1896 : The hydroids of the Irish coast, Dublin.
- 1898 : On the relations of certain Stichodactylin to the Madreporaria, London : Linnean Society.
- 1902 : Boring algae as agents in the disintegration of corals, Bulletin of the AMNH ; v. 16, article 25.
- 1903 : West Indian sponge-incrusting actinians. Bulletin of the AMNH ; v. 19, article 18.